# Cambogia ai Giochi della XX Olimpiade
La Cambogia, con la denominazione di Repubblica Khmer, partecipò ai Giochi della XX Olimpiade che si sono svolti a Monaco di Baviera dal 26 agosto all'11 settembre 1972, con una delegazione di 9 atleti impegnati in tre discipline: atletica leggera, nuoto e pugilato. Fu la terza partecipazione di questo paese ai Giochi Olimpici, la prima con una rappresentanza femminile. Non fu conquistata nessuna medaglia.

## Risultati

### Atletica leggera
100 metri maschile
- Ting- Ting LarLok Samphon
  - Qualifiche;  — 10.95s (→  non qualificato)

Salto in alto maschile
- Lo Ka
  - Qualifiche; — 1.90m (→  non qualificato)

### Nuoto
200m Stile libero - maschile
- Prak Samnang
  - Qualifiche;  2:13.34 (→  non qualificato)

100m Stile libero - maschile
- Prak Samnang
  - Qualifiche;  59.18s (→  non qualificato)

### Pugilato
Maschile 51 kg
- Khong Oh